# François Léon Ormancey
François Léon Ormancey, né le 2 août 1754 à Pontailler-sur-Saône en Côte d'Or et mort le 22 juillet 1824 à Villeron, dans le Val-d'Oise, est un général français de la Révolution et de l’Empire.

## Biographie

### Du simple soldat à l'adjudant-général
Il entame sa carrière militaire en 1768. En 1792 et 1793, il sert à l’armée du Rhin et est nommé lieutenant le 1er septembre 1792. Il passe ensuite comme aide de camp du général Chastellet le 1er avril 1793 à l’armée de la Moselle, avant d'être promu capitaine le 15 mai 1793. Nommé adjudant général chef de brigade provisoire le 29 septembre 1793 à l’armée du Nord, Ormancey est confirmé dans son grade le 13 juin 1795. Le 19 avril 1794, il est affecté comme chef d’état-major de la division du général Fromentin, et le 2 juillet 1794, il rejoint l’armée de Sambre-et-Meuse. Le 28 octobre 1794, il devient directeur du dépôt de remonte de l’armée à Verdun mais est réformé pour cause de maladie le 4 octobre 1796 — en étant toutefois autorisé à continuer ses fonctions.
Le 24 mars 1797, il est mis à la disposition de l’inspecteur général de la cavalerie. Le 16 décembre suivant, il passe chef d’état-major de la cavalerie à l’armée de Mayence. Le 7 mars 1799, il est envoyé à l’armée du Danube, mais le 28 avril, il est relevé de son poste sur demande du général Jourdan pour désobéissance. Ce dernier le fait finalement remettre en activité le 3 septembre 1799 à l’armée du Rhin. Le 11 mai 1800, il rejoint la réserve de l’armée d’Italie et intègre l’armée de la République cisalpine le 2 juillet 1801. Fait chevalier de la Légion d’honneur le 5 février 1804, il devient officier de l’ordre le 14 juin suivant.

### Général de l'Empire
Le 2 décembre 1805, il est affecté auprès du général Pully comme chef d’état-major, puis le 31 décembre 1806, il exerce la même fonction au sein de la 3e division de dragons commandée par le général Milhaud. Il participe à la campagne d’Espagne de 1808 à 1813. Pendant cette période, il est fait successivement commandeur de la Légion d’honneur le 18 septembre 1808 et baron de l’Empire le 28 octobre de la même année. Le 30 décembre 1810, il accède également au grade de général de brigade qu'il inaugure en prenant la tête d'une brigade de cavalerie légère au 4e corps de l’armée d’Andalousie le 1er septembre 1811. 
Il prend le commandement d’Antequera et de la 2e brigade de la 3e division de cavalerie le 7 février 1812. Le 16 juillet 1813, il commande la même brigade dans la division du général Trelliard à l’armée des Pyrénées. Le 16 janvier 1814, il se déplace avec sa division en Champagne et est blessé le 27 février 1814 au cours de la bataille de Bar-sur-Aube. Mis en non-activité le 15 juin 1814, il est placé pendant les Cent-Jours au commandement du dépôt de remonte de l’armée du Rhin. 
Le général Ormancey meurt le 22 juillet 1824 à Villeron.

## Dotation
- Le 19 mars 1808, donataire d’une rente de 2 000 francs sur les biens réservés en Westphalie.

## Armoiries
| Figure | Nom du baron et blasonnement |
| ------ | --- |
|        | Armes du baron François Léon Ormancey et de l'Empire, décret du 28 octobre 1808, lettres patentes du 25 mai 1811, commandeur de la Légion d'honneur D'or au guerrier à cheval, casqué et cuirassé, tenant une épée haute de sable et traversant une rivière en champagne de sinople ; franc-quartier des Barons tirés de l'armée brochant au neuvième de l'écu - Livrées : les couleurs de l'écu, le verd en bordure seulement. |

## Sources
- (en) « Generals Who Served in the French Army during the Period 1789 - 1814: Eberle to Exelmans »
- Thierry Pouliquen, « Les généraux français et étrangers ayant servis [sic] dans la Grande Armée » (consulté le 16 août 2014)
- « La noblesse d’Empire » (consulté le 16 août 2014)
- « Cote LH/2022/15 », base Léonore, ministère français de la Culture
- (pl) « Napoléon.org.pl »
- Sabretache, Paris, Carnet de la sabretache: revue d'histoire militaire rétrospective, Volumes 1 à 10, Berger-Levrault et cie, 1906, p. 126.
- Vicomte Révérend, Armorial du Premier Empire, tome 3, Honoré Champion, libraire, Paris, 1897, p. 350.